# Jean François de La Poype
 (décembre 2018).
Jean François de La Poype, également connu sous le pseudonyme Cornu de La Poype, né le 31 mai 1758 à Lyon (Rhône), mort le 27 janvier 1851 à Vaulx-en-Velin (Rhône), aux Brosses, est un général français de la Révolution et de l’Empire. Il est le fils de Louis Claude Marie de La Poype, comte de Serrières, et de Marie Claudine de Loriol Chandieu.

## Famille
Jean François de La Poype épousa en 1785 Thérèse Jeanne Fréron, fille du publiciste et critique littéraire Élie Fréron, adversaire de Voltaire, et sœur du journaliste et conventionnel Louis Marie Stanislas Fréron.
Leur fille, Agathe de La Poype, dernière de son nom par le décès de son frère Eugène en 1817, née en 1788 à Versailles, épousa en 1809 le préfet Jean Paulze d'Ivoy, pair de France. Leurs descendants furent autorisés à relever le nom de La Poype par décret du 5 novembre 1864, sous la forme Paulze d'Ivoy de La Poype.

## Ancien Régime
Il s’engage le 6 avril 1777 comme second enseigne au régiment des Gardes françaises, et le 16 juin 1792 il est parvenu au grade de chef de brigade au 104e régiment d'infanterie. Il est promu au grade de maréchal de camp le 1er septembre 1792.

## Guerres de la Révolution
Il est nommé général de division le 8 avril 1793. Il se distingue au siège de Toulon, et il contribue puissamment à la reprise de la place. Il dirige ensuite l'attaque du fort Faron, puis est chargé par le Comité de salut public de contenir Marseille et le Midi de la France sous le régime de la Terreur.
Le général de La Poype ne s'associe pas à la réaction thermidorienne, dont son beau-frère, le conventionnel Louis Stanislas Fréron, fut un des plus ardents promoteurs. Le 26 novembre 1795, il reçoit l'ordre de cesser ses fonctions et il est mis à la retraite. Il est remis à l'activité le 11 décembre 1796 à l'Armée de Rhin-et-Moselle et le 16 juin 1798, il sert en Italie. Le 27 février 1799, il est affecté à l'armée du Rhin, avant de retourner à l'armée d'Italie l'année suivante.
Charondas écrit : « Ce gentilhomme d'une très grande maison dauphinoise avait donné très fort dans les idées de son temps et au point d'épouser la sœur du conventionnel régicide Fréron. Il devait finir député de l'extrême gauche sous Louis-Philippe ».

## Consulat et guerres napoléoniennes
Envoyé à Saint-Domingue en 1802, il y déploie autant de capacité que de courage, signe un traité avec Dessalines et s'embarque pour la France en 1803, mais il tombe aux mains des Anglais qui l’emprisonnent à Portsmouth. Libéré sur parole et rentré en France, il est fait chevalier de la Légion d'honneur le 29 janvier 1808, et il est créé baron de l'Empire le 19 janvier 1812.
Il est nommé en mars 1813 au commandement de Wittemberg sur l'Elbe et il est promu officier de la Légion d'honneur le 15 juillet 1813. Il se distingue dans sa lutte, avec une poignée d'hommes d'élite, contre des forces décuples à l'extérieur et contre l'esprit de révolte des habitants, poussé au plus haut point. Mais après la bataille de Leipzig, il est contraint de capituler et malgré les conventions signées, il est emmené prisonnier en Prusse. 
En 1814, il rentre en France sous la première restauration, et le roi Louis XVIII le fait chevalier de Saint-Louis et le désigne pour assurer le commandement d'Agen.

### Cent-Jours
En 1815 Napoléon Ier le nomme commandant de la place de Lille. Il y fait respecter le pouvoir impérial, malgré l'exaspération des habitants qui s'étaient fortement prononcés en faveur des Bourbons. Pour répondre aux menaces des exaltés, il fait placer à la porte de l'Intendance, où il logeait, deux pièces de canon chargées à mitraille ; mais c'était le quartier général qu'il voulait protéger, et non sa propre personne ; et pour le prouver, on le vit se promener sans la moindre escorte et les mains sur le dos par les rues de Lille.

## Restauration
À la seconde Restauration il est mis à la retraite. Nommé membre de la Chambre des députés le 9 mai 1822 par l'arrondissement de Villefranche, il vote constamment avec l'extrême gauche, et il n'est pas réélu aux élections qui suivent. En 1824, il est condamné à plusieurs mois de prison pour une brochure politique. 
Il est élevé au grade de Grand officier de la Légion d'honneur le 8 mars 1831. Il est mis définitivement à la retraite comme lieutenant général le 11 juin 1832

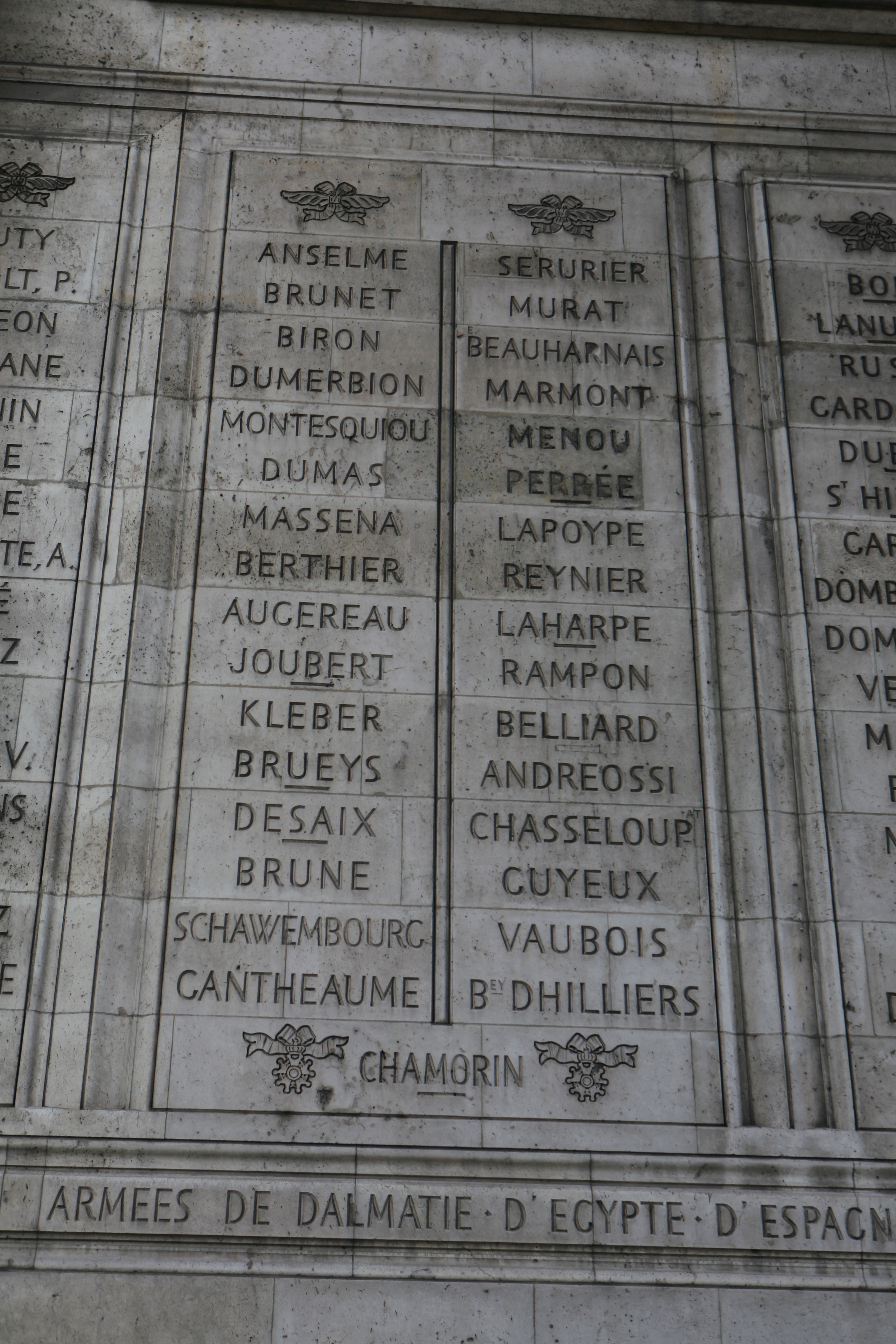
Noms gravés sous l'arc de triomphe de l'Étoile : pilier Sud, 23e et.

## Armes et titres
- Armes de la famille de La Poype : (Bresse et Dauphiné) - De gueule à la fasce d'argent.
- Créé baron de l'Empire le 19 janvier 1812
- Armes du baron de La Poype et de l'Empire : de gueules à la fasce d'argent, chargé d'une étoile du champ ; franc-quartier des Barons tirés de l'armée, à la filière d'argent. Livrées : les couleurs de l'écu

## Distinctions
- Grand officier de la Légion d'honneur
- Chevalier de Saint-Louis